# Arizona State Route 90
Die Arizona State Route 90 ist eine State Route im US-Bundesstaat Arizona, die zunächst in Nord-Süd-Richtung und anschließend in Ost-West-Richtung verläuft.
Die State Route beginnt an der Interstate 10 nahe Benson und endet zwischen Tombstone und Bisbee an der Arizona State Route 80. Nach etwa einem Drittel der Strecke überschreitet sie die Arizona State Route 82 und bei Sierra Vista trifft sie die Arizona State Route 92. Zwischen dem Knotenpunkt mit der State Route 82 und Sierra Vista wird der Ort Huachuca City passiert.
Der Highway wurde in den 1940er Jahren gebaut und verlief ursprünglich von Sierra Vista nach Bisbee, wobei das letzte Stück schon seit vielen Jahren zum State Route 80 gehört. Richtung Norden wurden in den 1960er Jahren ein Großteil der Arizona State Route 92 hinzugefügt und zwischen Huachuca und Sierra Vista in den 1990er vierspurig ausgebaut. So ist nun auch eine gute Anbindung des Fort Huachuca Military Reservation nahe Huachuca mit dem Sierra Vista Municipal Airport gewährleistet.